# تشارلز براون (سياسي نيوزلندي)
تشارلز براون (بالإنجليزية: Charles Brown)‏ هو سياسي نيوزلندي، ولد في 1820، وتوفي في 2 سبتمبر 1901.

## مناصب
- انتخب وزير المالية [الإنجليزية]‏.
- انتخب عضو مجلس النواب النيوزيلندي عن دائرة New Plymouth (New Zealand electorate) [الإنجليزية]‏ (1864 – 1865).
- انتخب عضو مجلس النواب النيوزيلندي عن دائرة Grey and Bell [الإنجليزية]‏ (1858 – 1860).
- انتخب عضو مجلس النواب النيوزيلندي عن دائرة Grey and Bell [الإنجليزية]‏ (1855 – 1856).